# 日本ボイラ協会
一般社団法人日本ボイラ協会（にほんボイラきょうかい）は、一般社団法人。主にボイラーや圧力容器の研究や検査などを行っている。

## 概要
- 所在：東京都港区新橋5-3-1
- 設立：1946年11月27日